# Saint-Maur, Jura
Saint-Maur är en kommun i departementet Jura i regionen Bourgogne-Franche-Comté i östra Frankrike. Kommunen ligger i kantonen Conliège som tillhör arrondissementet Lons-le-Saunier. År 2022 hade Saint-Maur 214 invånare.

## Befolkningsutveckling
Antalet invånare i kommunen Saint-Maur
Referens:INSEE